# Pristaulacus sibiricola
Pristaulacus sibiricola är en stekelart som först beskrevs av Semenow 1892.  Pristaulacus sibiricola ingår i släktet Pristaulacus och familjen vedlarvsteklar. Inga underarter finns listade i Catalogue of Life.